# پروانه پرستاری
پروانه پرستاری (به انگلیسی: Licensed practical nurse) واژه‌ای شناخته شده در ایالات متحده آمریکا برای فردی که با داشتن مجوز پزشک یا پرستاری، به مراقبت از افراد بیمار و مجروح که دوران نقاهت یا از کار افتادگی خود را طی می‌کنند، خدمات پرستاری ارائه می‌دهد.
- در ایران مجوز پرستاری به فردی داده می‌شود که دوره آموزش پرستاری (کاردانی، کارشناسی، کارشناسی ارشد و دکترا) را طبق ضوابط شورای عالی برنامه‌ریزی آموزش عالی در یکی از دانشکده‌های مصوب شورای گسترش دانشگاه‌ها یا دانشکده‌های معتبر خارجی طی نموده و مدرک تحصیلی او به تأیید اداره کل فارغ التحصیلان وزارت بهداشت، درمان و آموزش پزشکی رسیده باشد.
- افراد با داشتن مجوز پرستاری قادر به انجام کارهای تخصصی در منازل، خانه سالمندان و مراکز مراقبتی گسترده می‌باشند.
- جهت دریافت این مجوز دولتی، افراد باید طی یک دوره امتحانی، نمره لازم را با موفقیت کسب کنند.